# St-Étienne (Gorze)

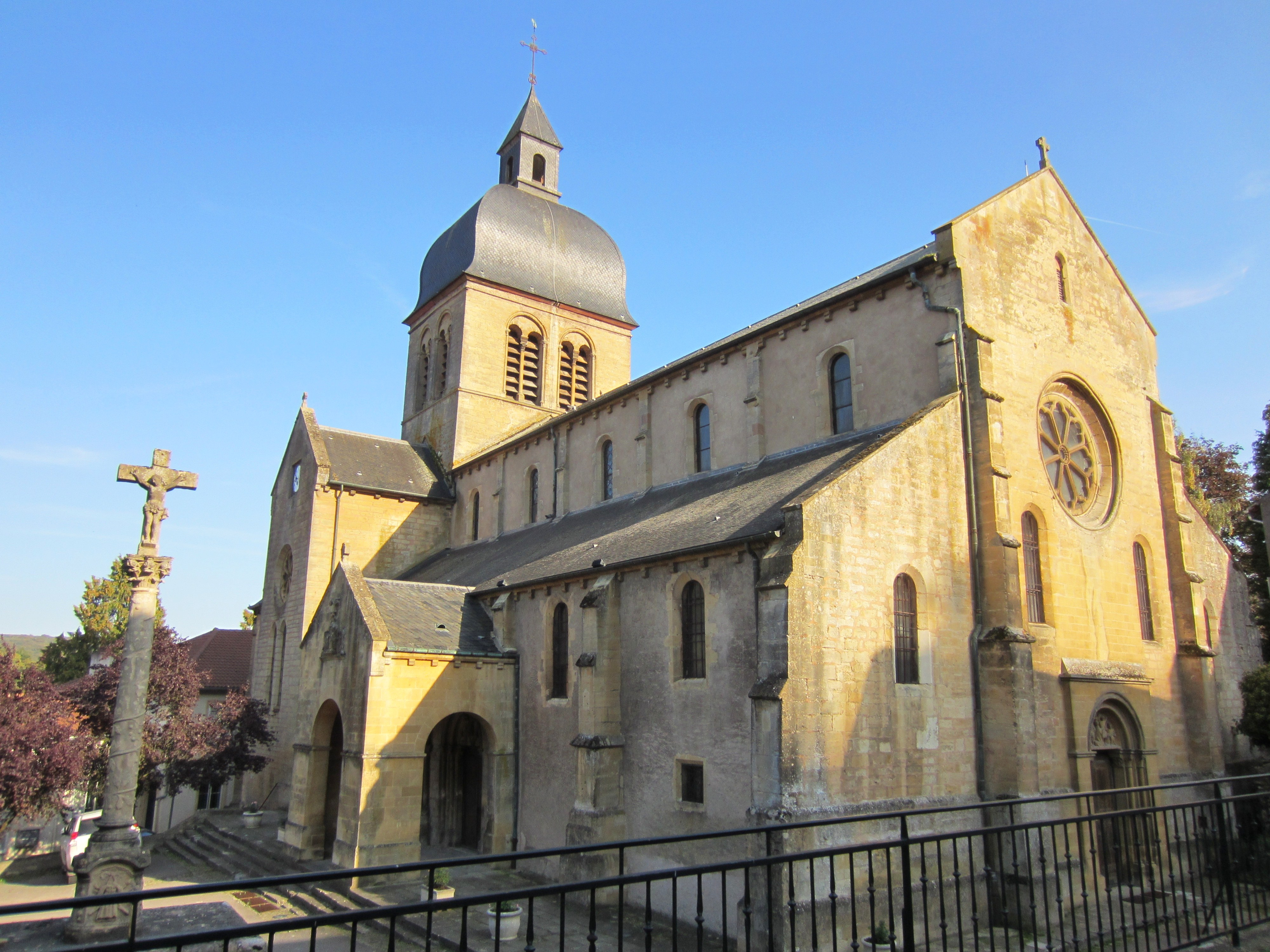
Saint-Étienne

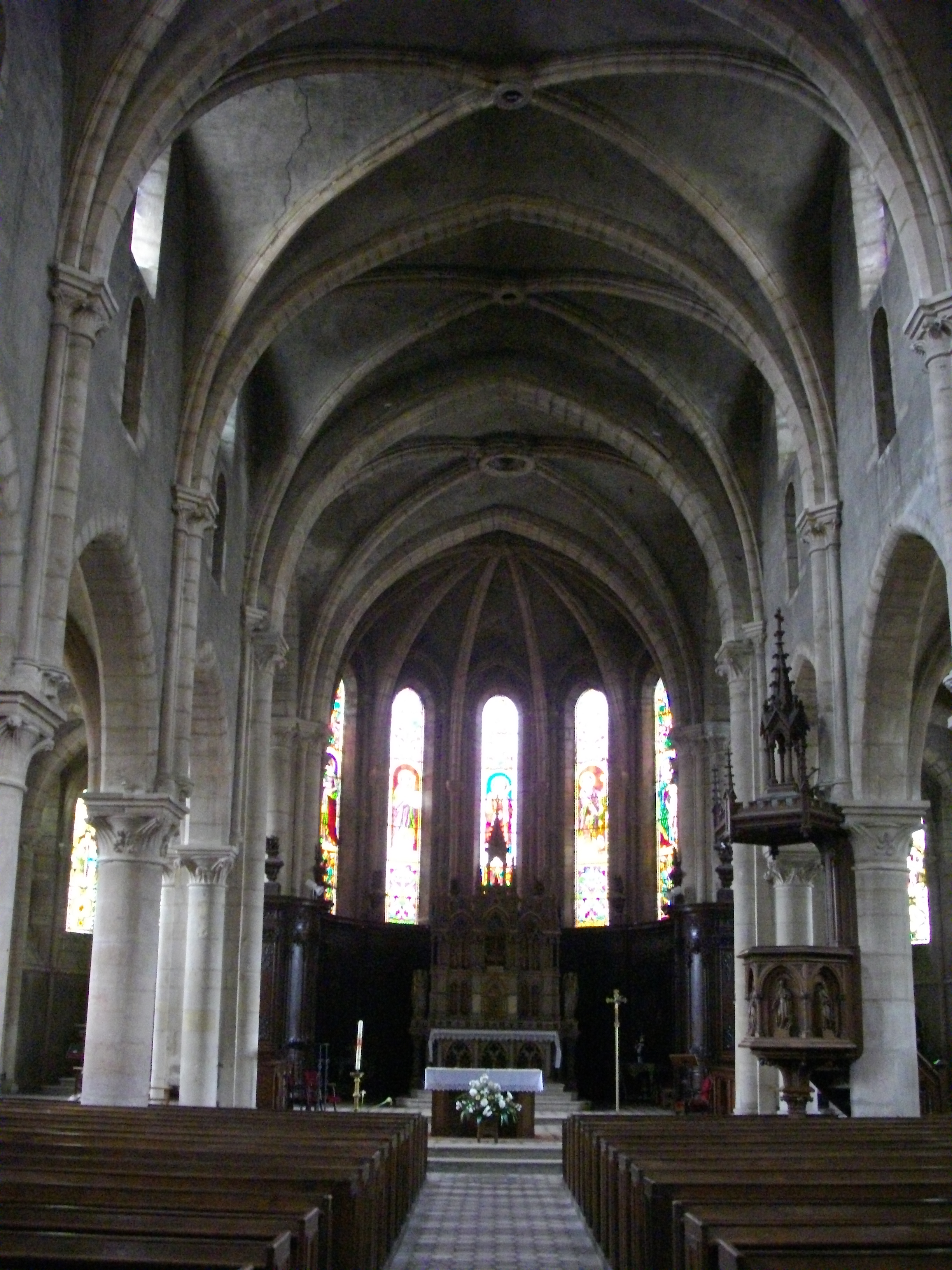
Blick durch das Mittelschiff zum Chor

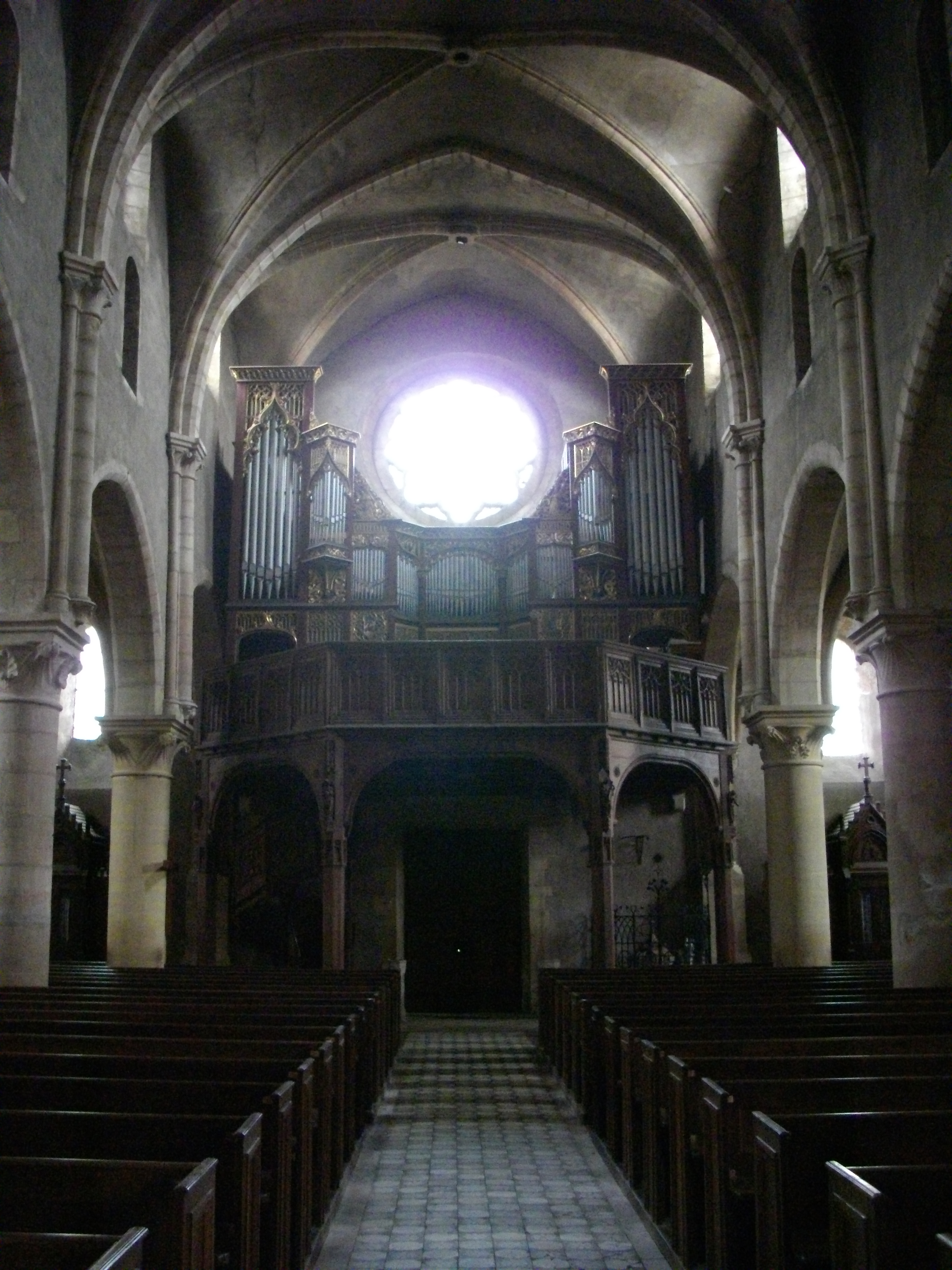
Orgelempore und Fensterrose auf der westlichen Stirnseite

Saint-Étienne ist eine ehemalige Laienkirche der Abtei Gorze in der lothringischen Gemeinde Gorze. Sie steht als Monument historique unter Denkmalschutz.

## Geschichte
Die Abtei Gorze wurde um 757 durch Bischof Chrodegang gegründet. Durch Stiftungen stieg das Kloster zu einer einflussreichen Benediktinerabtei auf, deren Macht bis nach Franken reichte. Gorze wurde zum Ausgangspunkt der Gorzer Reform, die schließlich 170 Klöster erfasste. Sie war neben der Reformbewegung von Cluny eine der bedeutendsten Erneuerungsbewegungen klösterlichen Lebens im Mittelalter. Die Stellung des Klosters wurde durch eine verstärkte Bautätigkeit vergrößert. Im 11. Jahrhundert wurden eine Schule und eine Bibliothek errichtet. Im 12. und 13. Jahrhundert war Gorze auf dem Höhepunkt der Macht und als reichsunmittelbare Abtei Hauptort der Herrschaft Terre de Gorze.
Im 14. Jahrhundert begann der Niedergang. Mehrfach versuchten die französischen Könige, sich Gorze als alte karolingische Stiftung einzuverleiben. 1466 wurde Gorze Kommende. 1542 besetzte Wilhelm von Fürstenberg die Abtei und den Ort und führte die Reformation ein, doch schon 1543 vertrieb Claude de Lorraine die Protestanten. In der Folge kam es während der Hugenottenkriege zu heftigen Auseinandersetzungen zwischen Lothringern und Franzosen, in deren Verlauf die Abtei mehrfach geplündert und niedergebrannt wurde. Die Befestigungen wurden schließlich geschleift. 1572 säkularisierte Papst Gregor XIII. das Kloster.
Erhalten ist von dem Kloster nur ein Palais (heute Altersheim) und die ursprüngliche Laienkirche St-Étienne. Sie war im 12. Jahrhundert im Zuge einer regen Bautätigkeit errichtet worden. 1910 wurde die Kirche von dem Architekten F. Hermüller modernisiert.

## Architektur
Saint-Ètienne wurde als geostete Basilika erbaut. An das Langhaus mit fünf Jochen und zwei Seitenschiffen schließt sich ein kurzes Querhaus an. Abgeschlossen wird die Kirche im Osten von drei polygonalen Apsiden. Die mittlere ist als 7/12-Hauptapsis ausgelegt, die Nebenapsiden als ⅝-Abschluss. Das Äußere der Kirche wird von einem mächtigen Vierungsturm mit geschweiftem Dach und offener Laterne beherrscht. Je zwei gekuppelte Klangarkaden bestimmen die Glockenstube des querrechteckigen Turmes.
Strebepfeiler sind dem gesamten Mauerwerk der Kirche vorgelagert, im Chorbereich auch mehrstufig. Kurze und schmale Fenster lassen wenig Licht in das Innere. Nur die Chorfenster sind hoch ausgeführt worden und bis heute in Buntglas erhalten.
Das westliche Hauptportal ist in einem Wandvorbau gelegen und wird von Rundsäulen mit gestreckten Knospenkapitellen flankiert. Im Bogenfeld darüber ist die Steinigung des Stephanus dargestellt (um 1910). Darüber liegt im Giebelfeld eine Rosette. Rosetten prägen auch die Stirnseiten des Querhauses. Auf der Nordseite ist dem Seitenschiff ein mächtiger Portikus über annähernd quadratischem Grundriss vorgelagert, der zu einem weiteren Eingang führt. Rundbögen führen in das Innere. Außen am Portikus zentral eine gekrönte Maria mit Betern, genauso auch im Tympanon des Eingangsportals.
Rundpfeiler mit Knospenkapitellen tragen die Wände des Langhauses, spitzbogige Arkaden führen zu den Seitenschiffen. Die Säulen tragen den Wänden vorgelagerte dreigliederige Runddienste, die die Kreuzrippengewölbe tragen. Schmale Öffnungen in den Hochwänden unterhalb der Obergaden bilden ein rudimentäres Triforium. An der westlichen Stirnseite ruht eine mächtige hölzerne Orgelempore auf schmalen Rundsäulen.